# Percept
Un percept est la forme perçue d'un stimulus externe ou de son absence. Le terme est principalement utilisé en philosophie et en psychologie comme une donnée des sens pour expliquer la perception.
Il est important de distinguer le percept du stimulus ou de son absence. Les stimuli ne sont pas nécessairement convertis en percepts ; en fait, un seul stimulus ne le devient que rarement. En outre, l'absence de stimuli adéquats à une situation donnée peut donner lieu à de multiples percepts, éprouvés à la suite et de façon aléatoire, comme dans certaines illusions sensorielles. Modifier le percept associé au stimulus de l'illusion dans ce cas peut demander un effort de réflexion notable. Le même stimulus ou absence de stimulus peut de plus engendrer différents percepts selon l'environnement culturel du sujet ou ses expériences antérieures.
Un percept associe également les stimuli liés à différents sens dans un ensemble cohérent. L'image d'une personne parlant sur un écran de télévision, est agrégée à celle du son produit par les enceintes afin de former le percept d'une personne en train de parler. Un autre exemple de percept complet et auto-suffisant pourrait être le rêve, forme de perception qui n'est pas clairement connectée à un stimulus.
En philosophie, l'ambiguïté du stimulus est commentée par Ludwig Wittgenstein dans ses Investigations philosophiques (1953) et Rudolf Arnheim dans Art et perception visuelle : Une psychologie de l'œil créateur. Leibniz, Bergson, Deleuze et Guattari utilisent également le terme de « percept » pour définir la perception indépendamment du sujet, par analogie avec le concept.

## En philosophie

### La notion de percept chez Deleuze et Guattari
Pour Deleuze et Guattari, il faut distinguer la perception du percept. Tandis qu'une perception (selon la terminologie bergsonienne) est produite par un « effet de surface » puis chemine dans «mon corps» à travers mes organes et mes sens jusqu'à aboutir à une représentation des stimuli afférents; un percept, en tant que «bloc» ou «complexe» de sensations autonomes vaut pour lui-même, excède tout vécu, toute expérience sensible singulière.
Cependant un percept n'est pas, au contraire d'une entité a priori, entièrement indépendant d'un objet expressif dont on peut faire l'expérience ; il est justement conservé, délivré, vécu à travers un « être de sensations »  — par exemple par l'intermédiaire d'une œuvre littéraire, picturale, cinématographique, etc. — et est donc assujetti à la pérennité de son support d'expression et aux gestes qui l'ont généré.
Deleuze explique à ce titre, dans l’Abécédaire (lettre I, Ve Idée), que « le métier du philosophe c’est de faire des concepts, le métier de l’artiste c'est de faire des percepts. » Et Deleuze de continuer : « Un percept, c'est un ensemble de perceptions et de sensations qui survivent à ceux qui les éprouvent. Je prends des exemples : il y a des pages de Tolstoï ou de Tchekhov qui décrivent — comme un peintre y arriverait à peine — la chaleur dans la steppe. Alors c'est tout un complexe de sensations ; il y a des sensations visuelles, auditives, presque gustatives… Essaie de donner à ce complexe de sensations une indépendance radicale par rapport à celui qui l'éprouvait ». » Dans Qu'est-ce que la philosophie, Deleuze et Guattari explicitent la notion de percept en évoquant entre autres l'œuvre de Cézanne, de Woolf, de Van Gogh en tenant compte des spécificités propre à chacun des matériaux d'expression artistique — et plus particulièrement celles de la peinture et du roman.